# Blue Capris
Blue Capris ist der Name, unter dem die drei Sänger des Medium-Terzetts und die Schwestern Evelyn und Roswitha Hermann in der ersten Hälfte der 1960er Jahre zusammenarbeiteten und Singles veröffentlichten. Ihre Version von Zwei kleine Italiener wurde von der Fachzeitschrift Musikmarkt 1962 neben der bekannteren Version von Conny Froboess auf Platz 1 der deutschen Charts geführt.

## Bandgeschichte
Das Medium-Terzett hatte 1960 seinen ersten Fernsehauftritt. Im Jahr darauf begannen Henry Niekamp, Wilfried Witte und Lothar Nitschke mit ersten Singleveröffentlichungen und hatten ihren ersten Charthit. Daneben machten sie aber auch Aufnahmen mit den jugendlichen Nachwuchssängerinnen Evelyn und Roswitha Hermann. 1961 erschien die Single Kana Kapila / Von Tahiti nach Hawaii.
Im Jahr darauf war das Lied Zwei kleine Italiener, gesungen von Conny, der deutsche Beitrag zum Eurovisions-Grand-Prix (später Eurovision Song Contest). Neben Conny nahmen auch Jan & Kjeld und die Blue Capris das Lied auf und veröffentlichten es als Single. In der Chartliste der Zeitschrift Musikmarkt wurden die Verkaufs- und Aufführungszahlen aller drei Singles zusammengezählt und sie ergaben für den April 1962 Platz 1 der Auflistung.
1963 erschien als letzte gemeinsame Studiosingle Es fährt ein Schiff / Blue Melodie aus Tennessee, es blieb aber bei einer einzigen Chartplatzierung für die Blue Capris. Zwei weitere Aufnahmen, Laylani und Unter den Sternen der Südsee, machten sie noch im Jahr darauf für den Schlager-Film Unsere tollen Tanten in der Südsee. Die Lieder erschienen auf einer EP zusammen mit zwei weiteren Liedern von Gus Backus bzw. Trude Herr und zusätzlich als Single.
Das Medium-Terzett hatte zu der Zeit bereits seine größten eigenen Hits. Roswitha und Evelyn veröffentlichten als Duo und solo eigene Singles. Evelyn Hermann, verheiratete van Ophuisen, hatte unter dem Künstlernamen Daisy Door 1971 einen zweiten Nummer-eins-Hit.

## Mitglieder
- Evelyn Hermann
- Roswitha Hermann
- Helmut Niekamp
- Lothar Nitschke
- Wilfried Witte

## Diskografie
Singles
- Kana Kapila / Von Tahiti nach Hawaii (mit dem Orchester Werner Twardy, Polydor 24 636, 1961)
- Zwei kleine Italiener / Am Kai der großen Sehnsuch (Polydor 24 775, 1962)
- Es fährt ein Schiff / Blue Melodie aus Tennessee (mit dem Orchester Kurt Edelhagen, Polydor 52 130, 1963)

EP
- Unsere tollen Tanten in der Südsee (Originalaufnahmen aus dem Film, Polydor 50 033, 1964)
  - Laylani
  - Unter den Sternen der Südsee
  - + 2 weitere Songs anderer Interpreten